# Масора
Масора́ (ивр. מָסוֹרָה‎ — «предание») — свод указаний, служащих сохранению канонизированного текста еврейского Ветхого Завета и правил его оформления при переписывании (см. также Масореты). В более узком смысле — аппарат примечаний, уточняющих орфографию, огласовку, синтаксическое деление, ударение и кантилляцию библейского текста, а также случаи вариантного произношения отдельных слов.

## Этимология
Слово «масора» встречается во многих формах, но этимология, произношение и генетическая связь их являются спорными. Это слово взято из Иез. 20:37, где означает «узы», так как сохранение раз навсегда установленного текста понималось как узы, налагаемые на её изложение и толкование. С течением времени, когда правила эти стали достоянием традиции, слово «масора» стали производить от глагола מסר (передавать), придавая ему значение традиции.

## Масоретский текст
Масоретский текст — вариант древнееврейского текста Танаха, передававшийся без изменений в течение многих веков. В основу текста легли варианты, разработанные и распространённые масоретами в VIII—X веках.

## Масоретские знаки

### Знаки, уточняющие чтение согласных букв
| Знаки, уточняющие чтение согласных букв (ס условно представляет здесь букву вообще). | Знаки, уточняющие чтение согласных букв (ס условно представляет здесь букву вообще). | Знаки, уточняющие чтение согласных букв (ס условно представляет здесь букву вообще).                                                   |
| Знак                                                                                 | Название                                                                             | Значение |
| ------------------------------------------------------------------------------------ | ------------------------------------------------------------------------------------ | --- |
| סּ                                                                                    | Дагеш                                                                                | Усиление согласного: а) его удвоение, б) в буквах ת, פ, כ, ד, ג, ב — сохранение смычного характера.                                    |
| הּ                                                                                    | Маппик                                                                               | Согласный характер буквы ה в конце слова (то есть указывает, что буква ה произносится, а не просто выполняет функцию mater lectionis). |
| סֿ                                                                                    | Рафе                                                                                 | Ослабление согласного (знак, противоположный дагешу или маппику); употреблялся реже остальных знаков.                                  |
| שׁ שׂ                                                                                  |                                                                                      | Чтение буквы ש соответственно как: sh (шин) или s (син).                                                                               |

### Знаки огласовки
| Знаки огласовки (ס условно представляет здесь букву вообще). | Знаки огласовки (ס условно представляет здесь букву вообще). | Знаки огласовки (ס условно представляет здесь букву вообще). |
| Знак                                                         | Название                                                     | Звучание                                                     |
| ------------------------------------------------------------ | ------------------------------------------------------------ | ------------------------------------------------------------ |
| סִי,סִ                                                         | хирик                                                        | i                                                            |
| סֵי, סֵ                                                        | цере                                                         | e закрытое                                                   |
| סֶ                                                            | сегол                                                        | e открытое                                                   |
| סַ                                                            | паттах                                                       | a                                                            |
| סָ                                                            | камац                                                        | ɔ (звук, средний между a и o)                                |
| סֹ,סוֹ                                                         | холам                                                        | o                                                            |
| סֻ סוּ                                                         | куббуц шурук                                                 | u                                                            |
| סְ                                                            | шва на шва нах                                               | беглый неопределённый гласный (типа ə) отсутствие гласного   |
| סֲ                                                            | хатаф-паттах                                                 | беглое a                                                     |
| סֱ                                                            | хатаф-сегол                                                  | беглое e                                                     |
| סֳ                                                            | хатаф-камац                                                  | беглое ɔ                                                     |

### Знаки кантилляции
| Знаки кантилляции та‘амей ха-микра) (ס условно представляет здесь букву вообще). |
| -------------------------------------------------------------------------------- |
|                                                                                  |